# 시코 만스홀트

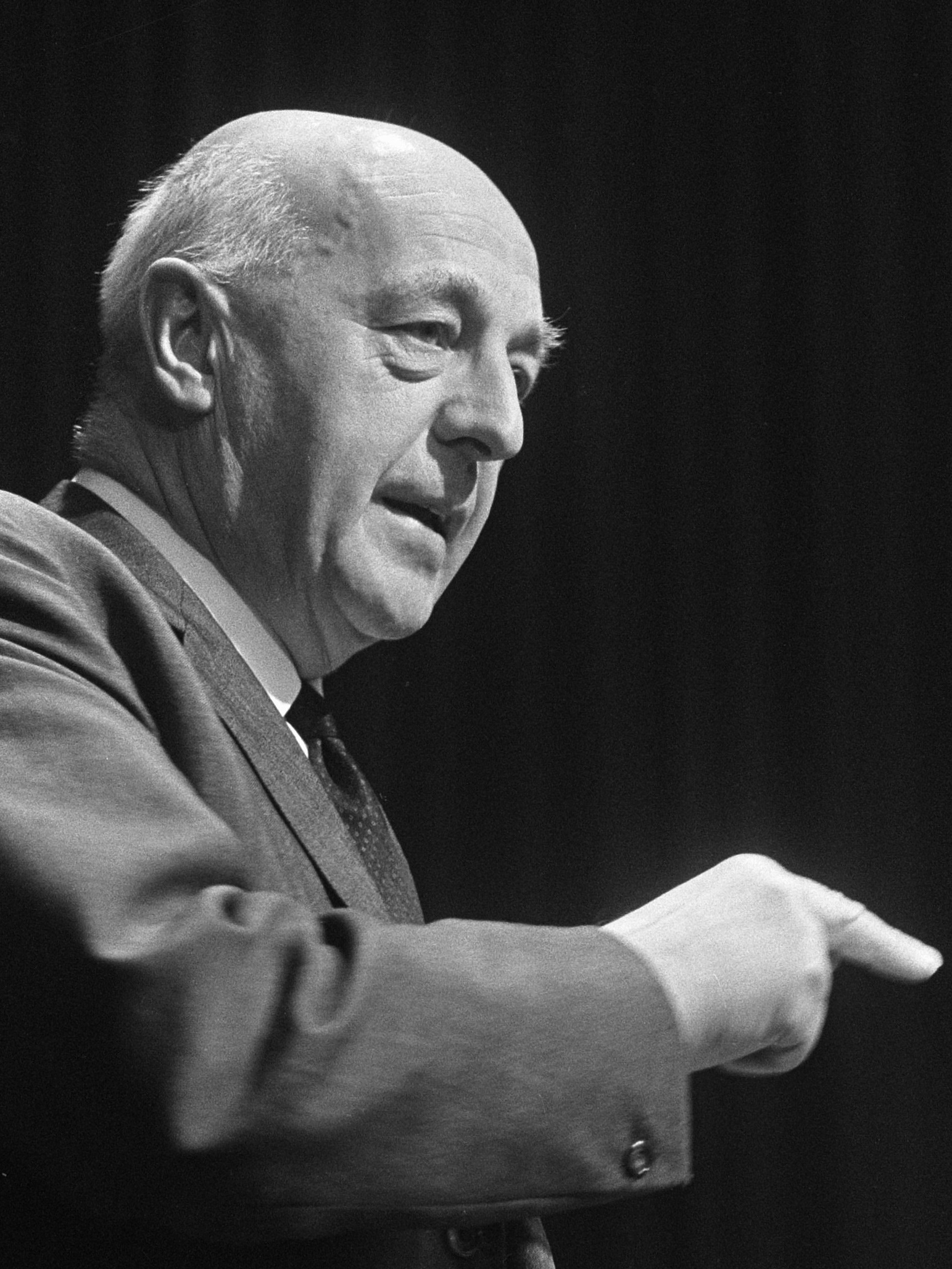
시코 만스홀트

시코 레인더르트 만스홀트(네덜란드어: Sicco Leendert Mansholt, 1908년 9월 13일 흐로닝언주 ~ 1995년 6월 29일 드렌터주)는 네덜란드의 정치인이다.

## 생애
흐로닝언주에서 사회주의자 출신인 농민 가문에서 태어났다. 네덜란드령 동인도(현재의 인도네시아)의 자와섬에서 차 플랜테이션 경영을 했지만 1936년 식민지 제도에 대한 반감으로 인해 네덜란드로 귀환했다. 1937년에는 노르트홀란트주에 위치한 간척지인 비링에르메이르(Wieringermeer)로 이주한 뒤부터 농민으로 일했다.
사회민주노동자당 당원으로 활동하는 동안에는 사회민주노동자당의 비링에르메이르 임원 등을 역임했다. 제2차 세계 대전 중에는 레지스탕스 운동에 가담하면서 지하 식량 배급 조직을 결성했다.
1945년 6월에는 제2차 세계 대전의 종전과 함께 네덜란드의 총리로 임명된 빌럼 스헤르메르호른(Willem Schermerhorn) 내각에서 농업·어업·식량부 장관으로 임명되면서 36세의 나이로 최연소 장관이 되었다. 1945년 6월 25일부터 1958년 1월 1일까지 네덜란드 농업·어업·식량부 장관을 역임했다.
1958년 1월 1일부터 1972년 3월 22일까지 유럽 연합 집행위원회의 부위원장 겸 농업 담당 위원을 역임했고 1972년 3월 22일부터 1973년 1월 5일까지 유럽 연합 집행위원회 위원장을 역임했다.